# Јовановић
Јовановић је српско презиме које је било најчешће презиме у Србији у 2011. години.
Јовановић је најзаступљеније презиме у Србији и налази се на седмом месту по заступљености у Црној Гори. Око 175,000 људи носе то презиме. Сматра се да су први Јовановићи насељавали територије јужне Србије, Косова и Метохије. У сеобама Срба Јовановићи се насељавају у северније крајеве: Посавину, Војводину али и остале делове Србије. Најчешће крсне славе код Јовановића су Никољдан и Јовандан. Јовановића данас има пуно и ређе су различитог него истог порекла.
Презиме Јовановић настало је од имена Јован са наставком -овић.

## Познати људи

### А
- Алекса Јовановић (1846–1920), српски политичар
- Алекса Јовановић Коџа (1875–1943), српски просветни радник и историчар
- Александар Јовановић (математичар) (1949– ), српски математичар
- Александар Јовановић (економиста) (1896–1977), српски економиста
- Александар Јовановић (политичар) (1976– ), српски политичар
- Александар Јовановић (кошаркашки тренер) (1969– ), српски кошаркаш и кошаркашки тренер
- Ана Јовановић (тенисерка) (1984– ), српска професионална тенисерка
- Анастас Јовановић (1817–1899), српски уметник
- Андра Јовановић (1875–1953), лекар и добротвор
- Анђела Јовановић (1992– ), српска глумица
- Анита Јовановић (1979– ), српска графичарка и сликарка
- Арсеније IV Јовановић Шакабента (1698–1748), српски патријарх
- Арсо Јовановић (1907–1948), генерал-пуковник ЈА
- Асја Јовановић (1956– ), хрватска глумица

### Б
- Блажо Јовановић (1907–1976), учесник Народноослободилачке борбе
- Богољуб Јовановић (1839–1924), статистичар
- Божин Јовановић (1920–2011), учесник Народноослободилачке борбе
- Боривоје Јовановић (архитекта) (1938– ), српски архитекта
- Боривоје Јовановић (глумац) (1918–1986), српски глумац
- Борислав Јовановић (археолог) (1930–2015), српски археолог
- Борислав Јовановић (песник) (1941– ), црногорски писац и песник
- Брана Јовановић (1933–2002), српски ликовни уметник
- Бранивоје Јовановић (1883–1905), четнички војвода
- Бранислав Јовановић (1985– ), српски фудбалер

### В
- Васа Јовановић (1874–1970), српски правник и политичар
- Василије Јовановић-Бркић (?–1772), српски патријарх
- Вићентије Јовановић (1689–1737), митрополит карловачки
- Вићентије Јовановић Видак (1730–1780), митрополит карловачки
- Владе Јовановић (1973– ), српски кошаркашки тренер
- Владимир Јовановић (1833–1922), српски економиста
- Владимир М. Јовановић (1859–1899), српски песник
- Војислав Јовановић Марамбо (1884–1968), српски дипломата
- Војислав В. Јовановић (1940– ), српски писац
- Вукашин Јовановић (1996– ), српски фудбалер

### Д
- Данијела Јовановић (1975– ), српски писац и преводилац
- Димитрије Јовановић (1949– ), српски сатиричар и песник
- Драган Јовановић (глумац) (1965– ), српски глумац
- Драган Јовановић (фудбалер) (1903–1936), југословенски фудбалер
- Драган Јовановић Данилов (1960– ), српски песник
- Драгован Јовановић (1937–2012), српски редитељ
- Драгољуб Јовановић (политичар) (1895–1977), српски политичар
- Драгомир Јовановић (1902–1946), српски политичар
- Драгослав Јовановић (1886—1939), правник и професор
- Драгутин Јовановић Луне (1892–1932), српски четник
- Дубравко Јовановић (1961– ), српски глумац
- Душан Јовановић Ђукин (1891–1945), српски вајар

### Ђ
- Ђорђе Јовановић (1861–1953), српски вајар
- Ђорђе Јовановић (глумац) (1933–2004), српски глумац
- Ђорђе Јовановић (књижевник) (1909–1943), књижевник и књижевни критичар

### Е
- Евгеније Јовановић (1802–1854), епископ Српске православне цркве

### Ж
- Жељко Јовановић (фотограф) (1961), новински и уметнички
- Жељко Јовановић (1965), здравствени радник и политичар
- Живко Јовановић (1888—1923), доктор права и истакнути теоретичар КП Југославије
- Жикица Јовановић Шпанац (1914–1942), учесник Шпанског грађанског рата и Народноослободилачке борбе

### З
- Звездан Јовановић (1965– ), српски криминалац, осуђен за убиство председника Владе Републике Србије др Зорана Ђинђића
- Здравко Јовановић (1909–1943), народни херој Југославије
- Зоран Јовановић (графичар) (1942– ), српски графичар и сликар
- Зоран Јовановић (кошаркаш) (1965– ), југословенски и српски кошаркаш

### И
- Иван Јовановић (1962– ), југословенски фудбалер и тренер
- Ивана Јовановић (1980– ), српска глумица
- Илија Јовановић (1878–1913), четнички војвода
- Иса Јовановић (1906–1983), учесник Народноослободилачке борбе
- Исаија Антоновић (1696–1749), митрополит карловачки

### Ј
- Јадранка Јовановић (1958– ), оперска певачица
- Јанко Јовановић (1901–1939), српски комуниста и учесник Шпанског грађанског рата
- Јелена Јовановић (1771–1842), девојачко презиме Јелене Петровића, ћерка Босиљке и јасеничког обор-кнеза Николе Јовановића
- Јелена Јовановић Жигон (1933– ), српска глумица
- Јероним Јовановић (1825–1894), српски епископ
- Јован Јовановић (епископ) (1732–1805), епископ бачки
- Јован Јовановић (правник) (1905–1992), лесковачки правник и истраживач
- Јован Јовановић (филмски редитељ) (1940– ), српски редитељ
- Јован Јовановић Змај (1833–1904), српски песник
- Јован Јовановић Пижон (1869–1939), српски политичар и дипломата
- Јован Б. Јовановић (музичар) (1961– ), српски музичар
- Јован М. Јовановић (генерал) (1877–1941), српски генерал
- Јован М. Јовановић Пижон (1869–1939), српски дипломата и политичар
- Јосип Јовановић (1917–1942), народни херој Југославије
- Јосиф Јовановић Шакабента (1743–1805), епископ Српске православне цркве
- Јустин Јовановић (1786–1834), епископ Српске православне цркве

### К
- Катарина Јовановић (1869–1954), српски историчар књижевности
- Константин Јовановић (архитекта) (1849–1923), српски архитекта
- Коста Јовановић (економиста) (1832–1895), српски економиста
- Ксенија Јовановић (1928–2012), српска глумица

### Л
- Лидија Јовановић (1914–2015), учесница Народноослободилачке борбе

### Љ
- Љиљана Јовановић (1930–2012), српска глумица
- Љубивоје Јовановић (1950– ), српски сликар
- Љубинка Јовановић (1922– ), српска сликарка
- Љубиша Јовановић (1908–1971), српски позоришни и филмски глумац
- Љубомир Јовановић (1865–1928), српски историчар и политичар
- Љубомир Љуба Јовановић (1982– ), српски рукометаш
- Љубомир С. Јовановић (1877–1913), српски новинар и четник

### М
- Марија Јовановић (1959– ), српска књижевница
- Марко Јовановић (1988– ), српски фудбалер
- Милан Јовановић (фотограф) (1863–1944), грађански и дворски фотограф
- Милан Јовановић (фудбалер, 1981) (1981– ), српски фудбалер
- Милан Јовановић (фудбалер, 1983) (1983– ), црногорски фудбалер
- Милан Јовановић (цртач) (1971– ), српски цртач стрипова
- Милан Јовановић Батут (1847–1940), српски лекар
- Милан Јовановић Стојимировић (1898–1966), српски новинар и дипломата
- Милица Бабић-Јовановић (1909–1968), српски костимограф
- Милојко Јовановић (1830–1896), српски генерал
- Милосав Јовановић (1935–2014), српски сликар
- Милош Јовановић (1976– ), српски политиколог и правник
- Миљуша Јовановић (1917–1991), партизанка и сестра генерала Арсе Јовановићa
- Миодраг Јовановић (историчар) (1932–2013), историчар уметности
- Миодраг Јовановић (фудбалер) (1922–2009), бивши југословенски фудбалски репрезентативац
- Миомир Јовановић (?– ), српски песник и иконописац
- Мирјана Јовановић-Бањац (1929– ), српска глумица
- Мирко Јовановић (1923–1977), генерал-пуковник ЈНА
- Мирослав Јовановић (генерал) (1891–1970), пешадијски бригадни генерал
- Мирослав Јовановић (историчар) (1962–2014), српски историчар
- Мирослав Јовановић (народни херој) (1915–1943), народни херој Југославије
- Мирослав Јовановић Далтон (1956–2009), српски сликар
- Михаило Јовановић (митрополит) (1826–1898), митрополит београдски
- Мића Јовановић (1953), редовни професор

### Н
- Наташа Јовановић (1966– ), српска политичарка
- Небојша Јовановић (бициклиста) (1983– ), професионални бициклиста
- Небојша Јовановић (психотерапеут) (1956– ), психолог и психотерапеут
- Невена Јовановић (1990– ), српска кошаркашица
- Недељко Јовановић (1970– ), бивши југословенски и српски рукометаш
- Ненад Јовановић (1973– ), српски писац
- Никола Јовановић (глумац) (1939–2015), српски глумац

### П
- Павле Јовановић (градоначелник) (1799–1858), градоначелник Новог Сада
- Паја Јовановић (1859–1957), српски сликар
- Петар (Петроније) Јовановић (1710–1787), отац Карађорђа
- Петар Јовановић (митрополит) (1800–1864), митрополит београдски 1833–1859
- Петар Јовановић (географ) (1893–1957), српски географ
- Петар М. Јовановић (1917–1943), народни херој Југославије
- Платон Јовановић (1874–1941), српски епископ охридско-битољски и бањалучки
- Предраг Јовановић (1950– ), српски рок певач

### Р
- Раде Јовановић (народни херој) (1904–1941), народни херој Југославије
- Раде Јовановић (песник) (1971– ), српски књижевник
- Раде Јовановић (кантаутор) (1928–1986), музичар из Босне и Херцеговине
- Радивоје Јовановић (1918–2000), генерал-потпуковник ЈНА
- Радован Јовановић (1917–1944), народни херој Југославије
- Рајко Јовановић (1898–1942), учесник Народноослободилачке борбе

### С
- Саво Јовановић Сирогојно (1926–1944), народни херој Југославије
- Сара Јовановић (1993– ), српска поп певачица
- Саша Јовановић (1965– ), српски писац
- Селимир Јовановић (1926–2010), српски академски вајар
- Серафим Јовановић (1875–1945), епископ Српске православне цркве
- Слободан Јовановић (1869–1958), српски правник, историчар, књижевник и политичар
- Снежана Јовановић Шикица (1959– ), српско-ромска певачица
- Соја Јовановић (1922–2002), српска позоришна и филмска режисерка
- Софија Јовановић (ратник) (1895–1979), добровољац и наредник српске војске
- Станко Јовановић (1968– ), српски диригент
- Стеван Јовановић (1955– ), српски глумац
- Стеван Јовановић Стевица (1916–1941), народни херој Југославије

### Т
- Тома Јовановић (1929–2012), српски позоришни, телевизијски и филмски глумац

### Ч
- Чедомир Јовановић (1971– ), српски политичар